# Villagarcía de la Torre
Villagarcía de la Torre – gmina w Hiszpanii, w prowincji Badajoz, w Estramadurze, o powierzchni 67,47 km². W 2011 roku gmina liczyła 994 mieszkańców.